# 디스포저

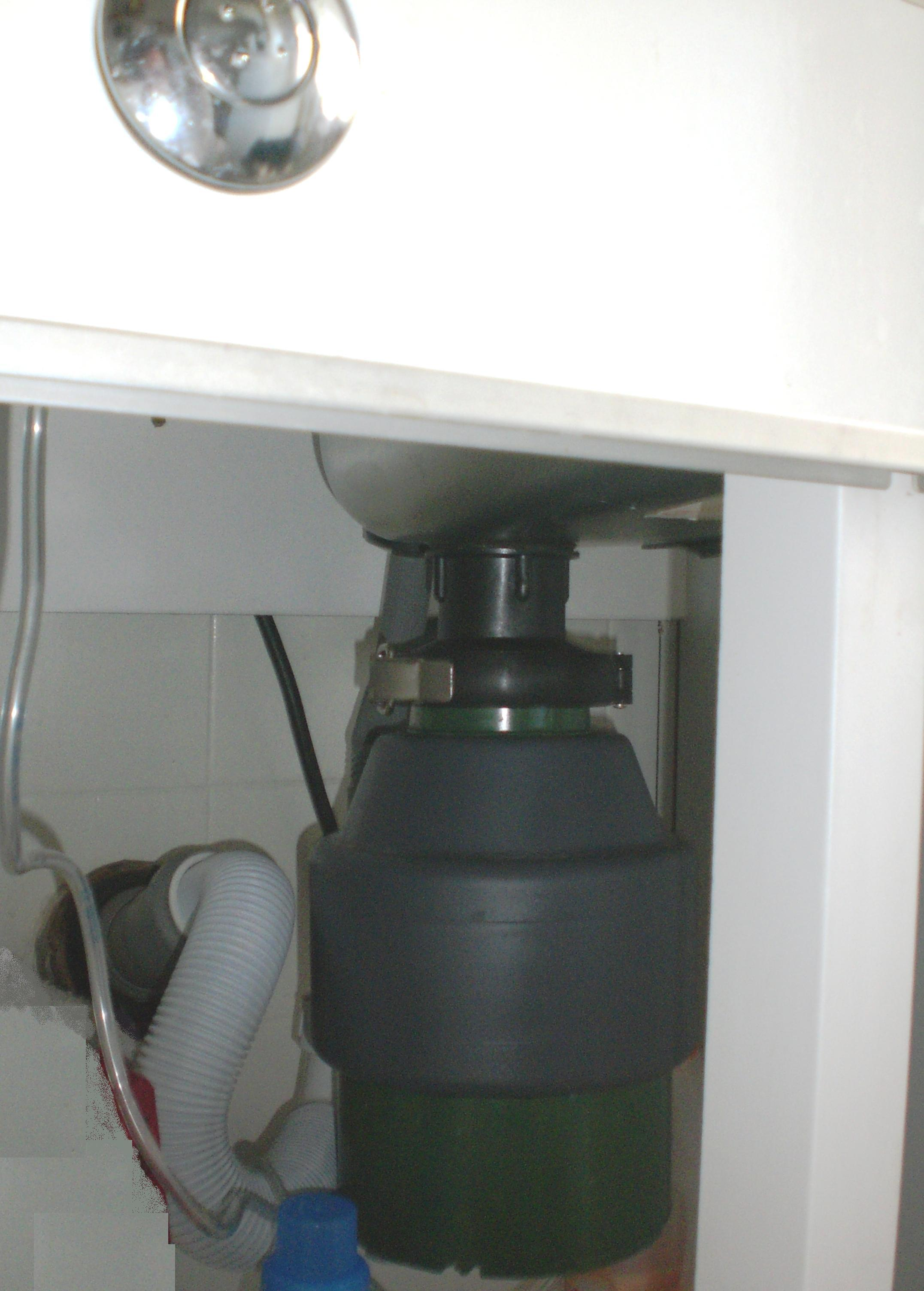
디스포저 구조

디스포저(영어: disposer)는 부엌에서 나오는 음식물 쓰레기를 분쇄하여 구정물과 함께 하수도로 흘려버리기 위한 기계이다. 한국에서는 주방용오물분쇄기 또는 음식물분쇄기, 음식물처리기 등으로 불린다.

## 디스포저의 구조
구조는 믹서를 대형화한 것 같은 것으로 주철제(鑄鐵製) 용기의 윗부분에 개구부(開口部)가 있어 개숫물통의 배수구와 바로 연결되어 있다. 본체의 하부에는 모터가 설치되어 있고 스테인리스강으로 된 회전날을 돌린다. 본체쪽에는 고정날이 있어 음식 찌꺼기는 이 양날을 지나면서 파쇄된다. 배출은 회전날의 갓부분을 지나서 물과 함께 하수도로 내보낸다. 쇠붙이·유리·사기그릇 등이 실수로 그 속에 들어갔을 경우, 안전장치로서 자동적으로 전원을 차단하는 과부하보호장치가 달려 있다.
본체에 달리는 모터는 크게 직류전동기(DC 모터), 유도전동기(인덕션 모터), 브러시리스 모터(BLDC 모터)를 사용하는데, 각 모터의 종류에 따라 장단점이 있다.
- DC 모터를 사용한 디스포저 : DC 모터를 사용한 디스포저는 구조가 간단하고 가격이 저렴하다. 하지만 브러시로 인한 소음이 크고 수명이 짧다. (브러시가 닳으면 사용할 수 없기 때문에 DC 모터를 사용한 디스포저는 강한 내구성을 기대할 수 없다.) DC 모터의 가장 큰 장점인 큰 토크를 가지고 있어 적은 마력에도 음식물 분쇄가 가능하다. 주로 단방향 회전만 가능하다. 많은 주부들이 디스포저가 고장이 많이 난다는 편견을 가지는 이유가 되는 모터 방식이다.
- 유도전동기를 사용한 디스포저 : 유도전동기를 사용한 디스포저는 브러시가 없기 때문에 DC 모터를 사용한 디스포저보다 조용하다. 하지만 유도전동기의 특성 상 시작 시 토크가 작아 음식물을 넣은 상태에서 동작시키는 경우, 동작하지 않는 경우가 있다. 이에 보통 유도전동기의 용량을 늘린 제품이 많은데, 1마력 이상되는 제품이 대부분이다. 따라서 유도전동기를 사용한 디스포저는 크기가 크고 따라서 싱크대 하부 공간이 비좁아지는 단점이 있다. 유도전동기의 특성 상 효율은 70% 대이다. 주로 단방향 회전만 가능하나 프리미엄 제품 중에는 양방향 회전이 가능한 제품도 있다. 하지만 시작 시 토크가 작기 때문에 양방향 회전이 가지는 장점(역방향으로 회전시켜 JAM 이물질 제거)은 기대할 수 없다. 시작 시 큰 전류가 흘러들어가 주변 주방전기용품에 영향을 줄 수 있는 것도 단점이다.
- BLDC 모터를 사용한 디스포저 : BLDC 모터는 전기자동차 및 드론에 사용되는 속도 제어가 가능하고 효율이 높은 모터이다. 이런 고급 모터를 사용한 디스포저는 성능은 가장 우수하지만 가격이 비싼 것이 단점이다. BLDC의 특성 상 효율은 90% 이상이며, 속도 제어 및 방향 제어가 가능하다. 또한 브러시가 없기 때문에 유도전동기와 같이 조용하며, DC 모터의 장점인 큰 토크 능력도 가지고 있다. 이에 JAM이 발생하는 경우, 반대로 역회전 제어를 통하여 JAM을 제거하는 기능을 가진다. 브러시가 없기 때문에 거의 반영구적인 수명을 가진다.
- 제품에 따라 다양하며, 분당 1500, 2400, 2900, 3900 회전까지 다양한 회전수를 가진다.

## 한국에서의 디스포저 사용
국회입법조사처: [오물분쇄기에 의한 음식물류 폐기물 처리의 주요 쟁점 및 과제]
- 1985년부터 1990년대 초반까지 주방용 오물분쇄기 사용이 허용

- 1995년 한국환경과학연구협의회 연구 결과 주방용 오물분쇄기 유통·사용 금지

- 2007년 주방용 오물분쇄기 허용 검토 시작

- 2008년 조사·연구 목적으로 승인받은 경우 판매·사용 허용

- 2012년 고형물 회수율 80% 이상 인증제품의 판매·사용 허용

- 2013년 주방용 오물분쇄기에 의한 음식물류 폐기물 처리방식 도입 여부 검토

- 2013년 시범사업을 통한 주방용 오물분쇄기의 공공하수도에 미치는 영향 연구[3]

- 2015년 음식물분쇄기 이용 고형물 회수시스템 시범사업에 대한 연구[4]

- 2016년부터 2018녀까지 안산시 단원구 오물분쇄기 시범사업[5]

2019년 주방용 오물분쇄기(디스포저)는 대한민국 환경부 인증 제품만 가정용으로 사용할 수 있는데, 수분은 배출하되 고형물 80%는 회수하고 하수관으로는 20% 미만으로 흘려보내는 세미디스포저 방식이다.
음식물 쓰레기의 수분 함량은 약 70%로 세미디스포저 방식으로도 쓰레기의 감량이 가능하나 100% 분쇄 배출하는 것에 비하여 사용 편의성이나  위생, 가정에서의 관리 측면에서 크게 떨어진다. 이에 대한 비판 있고 소비자 불만도 많은 편이다. 2012년 서울연구원에서 작성한 서울도시연구를 살펴보면, 주방용 오물분쇄기의 도입은 경제적, 환경적 영향은 충분히 긍정적인 것으로 판단된다는 연구 결과도 있다.
이러한 어중간한 허가사항의 하수도 인프라의 현실적인 문제로 인한다.
환경부에서 밝힌 주방용 오물분쇄기 도입 가능 지역의 기본 조건은 분류식 하수관로, [오수와 하수도로 유입되는 빗물·지하수가 각각 구분되어흐르도록 하기 위한 하수관로]배수설비는 시설기준을 준수, 충분한 용량의 수처리시설용량 등이다. 문제는 신도시들을 제외하면 해당 조건을 충족하는 것이 쉽지 않다.
2013년, 2015년 환경부 시범 사업 모두 고형물 80% 회수 및 해당지역의 하수관거의 상태를 고려하여 시행되었다.
환경부에서는 2002년 하수정비의 원년으로 삼아 2018년까지 27조 이상의 하수관로 정비 사업을 펼쳐 1995년 하수도 보급율 50%대에서 2016년 93.2%까지 하수도 보급율을 끌어올렸으나 관리의 질이 쫓아가지 못한 상태다.
서울은 95%, 주요 광역시도 70~50%대가 합수식가 설치]되어있고서울의 경우 공공하수관거의 80% 정도가 20년 전에 설치되었으며, 전국적으로로 40%정도가 20년이상되어 노후화 상로 침전물 퇴적·냄새 발생·강우시 하천으로 월류 등 문제가 산재해 있어 주방용 오물분쇄기 도입 가능지역은 일부지역만 가능한 것으로 판단되고 있다.
다만 정부도 완전히 손을 놓은 것은 아니며  서울특별시청에서는 2023년부터 전 자치구에서 단계적으로 하수관로를 교체하여 디스포저 사용 방식으로 전환할 예정이다. 하수관 교체는 한 해 300㎞ 정도 공사 가능하며 연간 3000억 원이 필요하다. 문제는 총 1만 615㎞에 달하는 하수도 교체에는 30년 이상 걸릴 전망이다
합병식이거나 배수설비나 수처리시설용량이 조건을 만족하지 못하는 경우에도 100% 분쇄 배출이 가능한 관리 기술이 연구되고 있는데 하수중 화장실 하수만 정화조를 통과하는데 주방 하수를 포함한 모든 하수가 합병정화조를 통과하도록 하는 방안이 있다.
또한 2016년부터 시작된 상기의 환경부 시범사업은 가정에서는 주방용 오물분쇄기를 사용하여 100% 분쇄 배출하되 해당 다세대 거주시설내에 전처리 시설에서 80%의 고형물을 회수하여 주민 편의와 배수시설 부담을 줄이는 일거양득의 방안도 추진되고 있다.